# Concentration (opération chimique)
Pour les articles homonymes, voir Concentrer.
En chimie, concentrer signifie augmenter le rapport entre la quantité d'une substance et le volume du milieu qu'elle occupe.
Plus spécifiquement, la concentration est la mesure de la quantité d'une matière donnée dissoute dans un volume d'une autre substance. Le terme concentration s'applique à toutes sortes de mélanges, mais est surtout utilisé lorsqu’il s'agit de solution. Il s'agit alors de la quantité de soluté dissoute dans un solvant.
Pour concentrer une solution, il faut rajouter du soluté ou réduire la quantité de solvant, par exemple par évaporation sélective.
Concentrer est l'opération inverse de diluer. Pour diluer une solution, a contrario, il faut rajouter du solvant ou diminuer la quantité de soluté.
Il existe une concentration au-delà de laquelle il n'est plus possible de dissoudre du soluté dans la solution : la solution est alors dite saturée. Ce point de saturation (la solubilité de ce soluté dans ce solvant) dépend de nombreuses variables telles que la température, la nature du solvant et celle du soluté.

## Méthodes pour concentrer une solution
Par simple distillation fractionnée, il est possible d'augmenter le taux de concentration des solutés dans une solution.
Exemples :
- l'eau de mer est salée parce que des sels sont dissous dans l'eau ; on peut augmenter le taux de concentration en évaporant l'eau (dans des marais salants par exemple) et finalement obtenir la matière sèche contenue dans l'eau de mer ou sel marin ;
- inversement il est possible de diluer l'eau de mer dans de l'eau pure, c’est-à-dire dépourvue de sels. On obtient alors une dilution ou une solution ;
- autres exemples : un sucre dans un café, du sel dans la soupe.

Pour mesurer ou quantifier ces opérations, il existe de nombreuses échelles. La concentration peut être décrite qualitativement ou quantitativement.

## Détermination de la concentration

### Qualitative

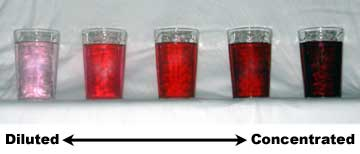
La solution à gauche est plus faible ou plus diluée que celle de droite qui est plus forte ou plus concentrée.

On peut décrire une solution comme « diluée » ou de « faible » concentration pour une concentration basse et, à l'inverse, on utilisera les mots « concentrée » ou de « forte » concentration. Par exemple : une solution colorée sera plus concentrée si elle contient plus de molécules de matière (soluté ou solvant) colorée.

### Quantitative
Une description quantitative de la concentration donne plus d'informations et est plus utile d'un point de vue scientifique. Il existe différentes façons pour exprimer une concentration, les plus courantes sont listées ci-dessous. Remarque : beaucoup d'entre elles nécessitent la mesure de volumes, mesure qui dépend de la pression et surtout de la température. Aussi, si ce n'est pas spécifié, les mesures sont considérées comme faites à des conditions dites « normales » (c'est-à-dire 25 °C et à une atmosphère ou 101,325 kPa).
- Concentration en pourcentage massique : ce dernier indique le rapport de la masse m d'une substance à la masse totale mtot du mélange : m/mtot. Par exemple : si une bouteille contient 40 grammes d'éthanol et 60 grammes d'eau, elle contient 40 % d'éthanol en masse.

- Concentration volumique : indique la quantité en volume v d'une substance par le pourcentage d'une substance d'un mélange : v/V, où V est le volume total du mélange. Par exemple : une bière étiquetée à 5 % signifie qu'elle contient 5 % d'éthanol, c'est-à-dire 5 mL d'éthanol par 100 mL de boisson.

- La concentration molaire indique le nombre de moles de soluté par litre de solution.

- La molalité indique le nombre de moles de soluté par kilogramme de solvant. Ce qui a l'avantage de ne pas dépendre de la température.

Remarque : la concentration molaire est calculée en se ramenant à la solution alors que la molalité se réfère au solvant.
- La fraction molaire xi indique le rapport du nombre de moles de soluté i au nombre total de moles contenu dans la solution (le tout). Exemple : une mole de soluté dissous dans neuf moles de solvant est une dilution à 1⁄10 ou 0,1. C'est de loin la notion la plus simple physiquement et mathématiquement.

Voir aussi Proportion de phases et concentration.
Note : ce qui a été décrit en termes de soluté et de solvant reste valable dans tous les cas de mélanges.

#### Notation en «parts pour»
La notation en « parts pour » est utilisée pour les concentrations très faibles, souvent implicitement en masse, pour décrire les éléments dans la constitution de la croûte terrestre, pour évaluer le niveau de polluants dans l'environnement ou en homéopathie.
- « Parts pour cent » ou pourcentage (% et très rarement ppc) indique le nombre de parties pour un total divisé en 100. 1 % signifie donc une part pour 99 autres parts. Parts pour 102.
- « Parts pour mille » ou pour mille (‰) : une part de soluté pour 999 autres parts, équivalent à 1 g de soluté pour 1 kg de solution. C'est à peu près une goutte d'encre dans un verre d'eau. « Parts pour mille » est utilisé le plus souvent pour la salinité de l'eau de mer. Parts pour 103.
- « Parts pour un million » ou parties par million (ppm, parts per million en anglais américain) équivaut à 1 mg de la substance considérée pour 1 kg de matrice. C'est approximativement une goutte d'eau dans un tonneau, et l'ordre de grandeur de la concentration des éléments-traces dans la croûte terrestre. Parts pour 106.
- « Parts pour un milliard » ou parties par milliard (ppb, parts per billion en anglais américain) équivaut à 1 μg de substance pour 1 kg de matrice. C'est approximativement une goutte d'encre dans une écluse d'eau. Parts pour 109.
- « Parts pour un billion » ou parties par billion (ppt, parts per trillion en anglais américain) équivaut à 1 μg de substance par tonne de matrice. C'est une goutte d'encre dans une piscine olympique. Parts pour 1012.
- « Parts pour un billiard » (ppq, parts per quadrillion en anglais américain) équivaut à 1 ng de substance par tonne de matrice. C'est approximativement une goutte d'encre dans un grand lac. Parts pour 1015. C'est à peu près la limite de détection de l'ICP-MS en haute résolution.

Le tableau suivant donne les valeurs des différentes notations :
| Nom                  | Signe                              | Définition                                                                      |
| -------------------- | ---------------------------------- | ------------------------------------------------------------------------------- |
| Pour cent            | {\displaystyle \%}                 | {\displaystyle \mathrm {1\,\%=1\cdot 10^{-2}=0{,}01} }                          |
| Pour mille           | {\displaystyle {}^{0\!}\!/\!_{00}} | {\displaystyle 1\,{}^{0\!}\!/\!_{00}=1\cdot 10^{-3}=0{,}001}                    |
| Parties par million  | {\displaystyle \mathrm {ppm} }     | {\displaystyle \mathrm {1\,ppm=1\,\cdot 10^{-6}=0{,}000\,001} }                 |
| Parties par milliard | {\displaystyle \mathrm {ppb} }     | {\displaystyle \mathrm {1\,ppb=1\,\cdot 10^{-9}=0{,}000\,000\,001} }            |
| Parties par billion  | {\displaystyle \mathrm {ppt} }     | {\displaystyle \mathrm {1\,ppt=1\,\cdot 10^{-12}=0{,}000\,000\,000\,001} }      |
| Parties par billiard | {\displaystyle \mathrm {ppq} }     | {\displaystyle \mathrm {1\,ppq=1\,\cdot 10^{-15}=0{,}000\,000\,000\,000\,001} } |

Selon le National Institute of Standards and Technology (NIST) et son Guide for the Use of the International System of Units (SI), les unités « part par million, par milliards, etc., ne doivent pas être utilisées dans le SI. ».

### Techniques utilisées pour déterminer une concentration
- Spectrophotométrie
- Chromatographie
- Titrage
- Gravimétrie